# نیکلاس آدلری
نیکلاس آدلری (انگلیسی: Nicholas Addlery؛ زادهٔ ۷ دسامبر ۱۹۸۱) بازیکن سابق فوتبال اهل جامائیکا است. او در پست دستیار باشگاه آمریکایی پیج‌تری سیتی در لیگ سابق فوتبال آمریکا بازی کرد.